# Karabin Johnson M1941
M1941 (Type R) – karabin samopowtarzalny skonstruowany przez Melvina Johnsona.

## Historia konstrukcji
W USA w latach dwudziestych prowadzono prace nad karabinem samopowtarzalnym. Jednak przez wiele lat pomimo przetestowania wielu prototypów (w latach 1920–1934 przebadano ponad 100 konstrukcji) nie przynosiły one rezultatów.
Jedną z osób zainteresowanych konkursem był Melvin Johnson. W 1934 roku próbował on zainteresować armię swoim projektem karabinu samopowtarzalnego z zamkiem półswobodnym, ale jego projekt został odrzucony. W następnych latach Johnson kontynuował prace. Efektem był opatentowany w 1936 roku karabin działający na zasadzie krótkiego odrzutu lufy, z zamkiem ryglowanym przez obrót. Nowością było wyposażenie zamka w wieniec dziewięciu niewielkich rygli. Dzięki temu rozwiązaniu przy ryglowaniu zamek obracał się tylko o 18 stopni. Karabin był zasilany z wymiennego magazynka pudełkowego (karabiny Johnsona zasilane z magazynka dołączanego od dołu określane są jako Type V(Vertical Feed)).
W następnych latach, w wolnych chwilach (Melvin Johnson z zawodu był prawnikiem) korzystając z maszyn udostępnionych przez zakłady Marlin Firearms w New Haven konstruktor zbudował pierwszy prototyp swojego karabinu. Tymczasem w 1936 roku United States Army podjęła decyzję o wprowadzeniu do uzbrojenia karabinu M1 Garand. Decyzja ta spotkała się ze sporymi protestami. Szczególnie głośno protestowali United States Marine Corps (o stosunku marines do karabinu Garanda może świadczyć nadana mu przez nich nieoficjalna nazwa Mickey Mouse Army Rifle). Dlatego Johnson nie tracił nadziei na zainteresowanie swoim karabinem armii.
W 1937 roku Johnson po rozmowach z potencjalnymi inwestorami zdecydował się porzucić praktykę prawniczą. W styczniu 1938 roku założył własną firmę Johnson Automatics Inc. W następnych miesiącach wyprodukowała ona cztery prototypy karabinu Type V mające służyć do prób i demonstracji potencjalnym klientom. W sierpniu tego roku jeden z egzemplarzy został poddany próbom w ośrodku badawczym Aberdeen Proving Ground. Z karabinu oddano 3000 strzałów w tempie 25 strz./min (bez przerw na czyszczenie i chłodzenie). Karabin przeszedł próbę choć po jej zakończeniu okazało się, że w trakcie strzelania pękł wyciąg (pomimo tej awarii karabin nadal strzelał). W efekcie Johnson przekonstruował wyciąg (wzmocnił jego konstrukcję).
Testujący karabin wojskowi zasugerowali konstruktorowi jeszcze jedna zmianę. Uważali oni że wymienny magazynek w karabinie piechoty jest zbędny, jako lepszy uznając magazynek stały, z możliwością jego doładowywania w trakcie strzelania (M1 Garand miał magazynek stały, ładowany przy pomocy ładowników, bez możliwości ładowania pojedynczymi nabojami).
Uwzględniając te uwagi Johnson przygotował w styczniu 1939 roku prototyp karabinu Type R (Rotary Feed). Karabin był wyposażony w wewnętrzny magazynek bębnowy, z dodatkowym bocznym włazem nabojowym służącym do ładowania magazynka. W następnych miesiącach wyprodukowano serię czternastu karabinów (siedem Type V i siedem Type R). Nowe karabiny wykonano w zakładach Taft-Peirce Manufacturing Company w Woonsocket (wcześniej Johnson korzystał z gościnności Marlina). W grudniu były one badane w Aberdeen ale karabiny odrzucono (uznano, że są za długie, zbyt ciężkie i zacinają się przy strzelaniu z założonym bagnetem). Zniechęcony Johnson uznał się za pokonanego i zakończył prace nad karabinem (postanowił skoncentrować swoje wysiłki na innej swojej konstrukcji rkmie M1941).
W 1940 roku pojawił się pierwszy kupiec. Armia Holenderskich Indii Wschodnich zamówiła 10 200 karabinów Type R i 2000 erkaemów. W następnych miesiącach zamówienie powiększono do 70 000 karabinów i 2400 erkaemów. Skala zamówienia była tak duża że Johnson kolejny raz musiał zmienić producenta swoich karabinów. Tym razem zdecydował się na zakłady Universal Winding Co. w Cranston.
W listopadzie 1940 roku piechota morska rozpoczęła ponowne testy karabinów samopowtarzalnych. Ponieważ firma Johnsona właśnie przenosiła się z Woonsocket do Cranston nie był on w stanie wysłać na próby nowych karabinów. Uznając że nie ma nic do stracenia wysłał prototypy zbudowane w 1939 roku (mające za sobą często kilka tysięcy wystrzelonych naboi).
Na miejscu okazało się, że marines zamierzają przeprowadzić pełną próbę żywotności (12 000 strzałów na karabin w symulowanych warunkach bojowych). W testach ręcznie wykonane, mocno sfatygowane prototypy karabinów Johnsona pokonały seryjne karabiny M1 Garanda.
Jednocześnie trwało uruchamianie produkcji w Cranston. W listopadzie pierwsze holenderskie karabiny były gotowe. Do japońskiej inwazji dostarczono Holendrom 4024 karabinów. Po upadku Indii Wschodnich Johnson został z ok. 20 000 karabinów Type R których nikt nie chciał. Co prawda część przejęła Piechota Morska ale większość przeleżała wojnę w skrzyniach (w 1943 roku 1000 karabinów przebudowano na kaliber 7,57 mm i sprzedano chilijskiej kawalerii).
Po wojnie karabiny M1941 zostały wycofane z uzbrojenia. Próbowano je zwrócić Holendrom ale ci woleli fabrycznie nowe karabiny M1. Johnsonowi pozostały części pozwalające zmontować 40 000 karabinów ale z braku kupców produkcji nie kontynuowano.

## Opis konstrukcji
Karabin M1941 był indywidualną bronią samopowtarzalną. Zasada działania oparta na wykorzystaniu krótkiego odrzutu lufy. Zamek ryglowany przez obrót. Mechanizm spustowy tylko do ognia pojedynczego. Zasilanie ze stałego magazynka bębnowego o pojemności 10 naboi. Przyrządy celownicze składały się z muszki (z osłonami bocznymi) i krzywkowego celownika przeziernikowego.